# Antarctic Poppy Orangery
De Antarctic Poppy Orangery, ook wel Antarctopia genoemd, is een conceptuele oranjerie op Antarctica. Het project heeft tot doel om arctische planten te kweken die extra lage temperaturen nodig hebben om zich te ontwikkelen. Naast de arctische papaver kunnen ook antarctische smele en inferieure planten, gevormd door symbiose van schimmels en algen, worden gekweekt. Volgens wetenschappers bestaan sommige van deze laatste al meer dan tienduizend jaar.
De oranjerie zou moeten dienen als botanische en medische R&D-basis en tevens als recreatiezone. Het zou zijn stroom krijgen door zonne- en windenergie.
Onder leiding van kunstenaar Alexander Ponomarev en architect Alexey Kozyr biedt het paviljoen een visuele weergave van sneeuwvlokvormige structuren bedekt met zonnepanelen. Het zou het voorlopige karakter van de architectuur op Antarctica moeten oproepen. De organisatoren hopen dat het project een impact zal hebben op het ontwerp van echte toekomstige stations.